# Me human, you alien
Me human, you alien is een studioalbum van Mooch. Het bevat een lange dance/trancetrack. Af en toe is er nog wat te horen van de spacerock en ambient, die de band meestal speelde. Het werk kwam tot stand in opdracht van een galerie in Exeter, naar aanleiding van zijn eerdere werk Eight symbols for floating with. Na deze muziek zou het een tijd stil worden rond Mooch, pas in 2006 verscheen nieuwe muziek.

## Musici
- Stephen Palmer – toetsinstrumenten, elektronica

## Muziek
| Nr. | Titel | Duur |
| --- | --- | ---- |
| 1.  | Me human, you alien (1.Acid saucers, 2.Space choir transient, 3.Quanterior, 4. Tripping space freighter, 5.Abandon starship!, 6.Anarkosmik) |      |